# Carlo Barbera (imprenditore)
Carlo Barbera (Biella, 13 luglio 1911 – Biella, 13 gennaio 2013) è stato un imprenditore italiano, fondatore nel 1949 del Lanificio Carlo Barbera considerato per l'eccellenza il "primo lanificio di Biella".

## Biografia

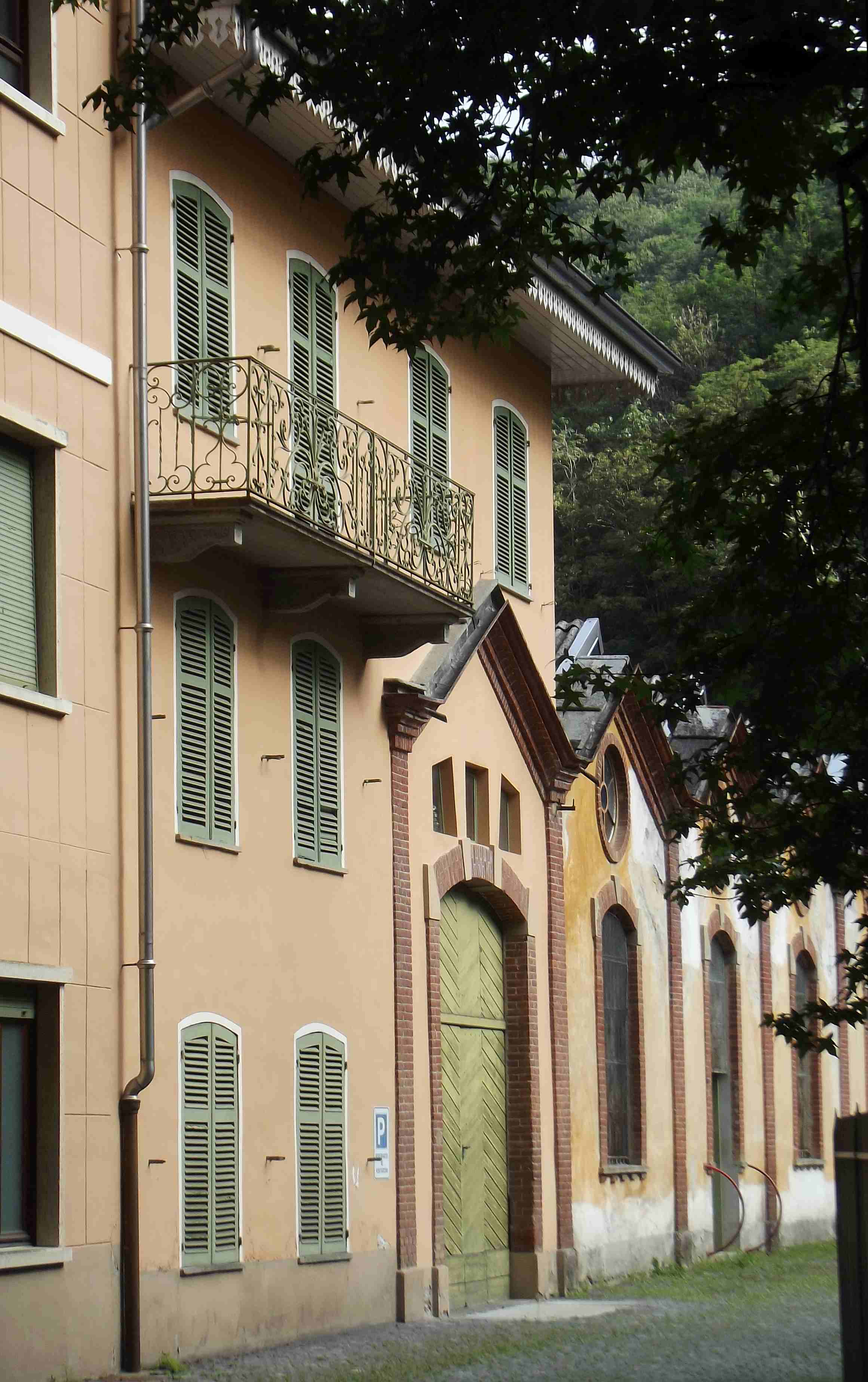
Lanificio Barbera a Pianezze. La parte più antica dell'opificio

Carlo Barbera, figlio di Ester Aglietta e di Secondo Barbera, nacque il 13 luglio 1911 a Pavignano, frazione di Biella, ai piedi delle Alpi Biellesi. Terminate le scuole medie nel 1925 si iscrisse al Regio istituto industriale di Biella: il Quintino Sella, dove si diplomò nell’indirizzo tessitura.
La sua carriera di disegnatore tessile iniziò quando fu assunto dal conte Oreste Rivetti, proprietario del lanificio Rivetti,  diventando un suo stretto collaboratore. Svolse il servizio militare, come ufficiale di complemento, nel regio esercito e, rientrato poi a Biella, tornò a svolgere il suo incarico presso il lanificio. Venne successivamente richiamato sotto le armi durante la seconda guerra mondiale. 
Nel 1945 decise di lasciare il lanificio Rivetti per assumere la carica di amministratore unico del lanificio Alfredo Pria sempre nel Biellese. Nel 1949 fondò con il commendatore Rodolfo Caraccio il lanificio di Pianezze che diventò nel 1969 di totale proprietà della famiglia Barbera assumendo la ragione sociale Carlo Barbera & C S.p.a. di Pianezze. Si occupò dell’alleggerimento del peso dei tessuti dai tradizionali 500 grammi/metro ai più moderni 280 e 350 grammi/metro.
La Carlo Barbera divenne nota nel mondo per i suoi tessuti innovativi disegnati in fantasie per abiti e per giacche. Nel frattempo fondò con altri soci anche la tintoria specializzata di Sandigliano, nota nei trattamenti e nelle tinture della lana cachemire e fibre naturali, di cui ne diventò il presidente.
Fu presidente dell’asilo infantile Bonziglia di Pavignano, presidente dell’asilo di Pianezze e presidente del consiglio di amministrazione dell’Istituto industriale Quintino Sella di Biella. 

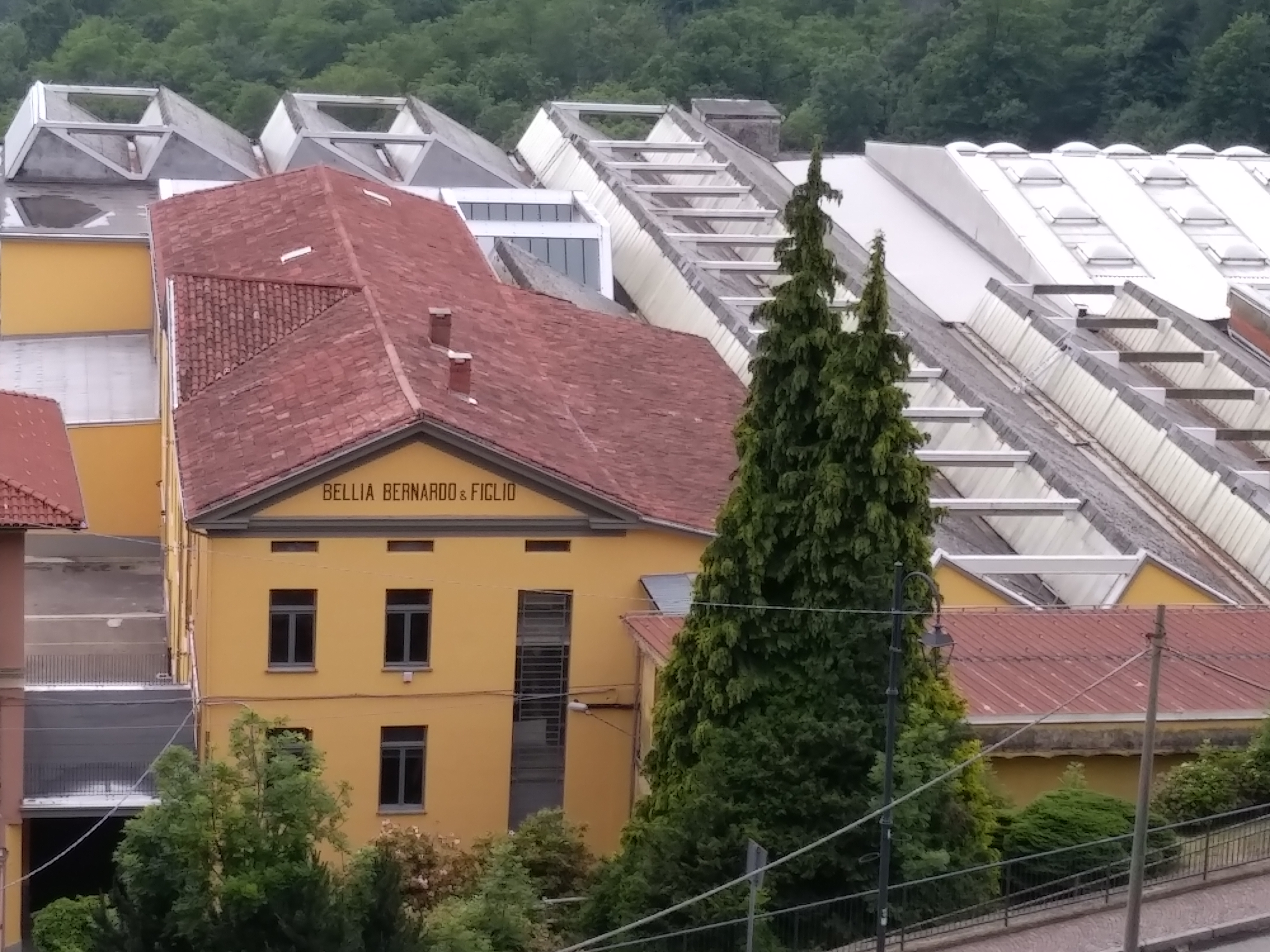
L'attuale sede del lanificio Barbera a Pettinengo

Alla fine degli anni Sessanta sostenne economicamente la casa di moda Kiton acquisendone il 25%.
Con brevetto n. 1264402 realizzò il tessuto assoluto 150'S e una versione più leggera chiamata Super 120.
Nel 2010 la società si ritrovò con un debito di 5,8 milioni di dollari e con un flusso di cassa negativo. Così la fabbrica di tessuti fu ceduta all'azienda napoletana di abbigliamento di lusso Kiton. Nel 2018 il gruppo Sace sostenne il Lanificio Carlo Barbera per esportare i suoi tessuti all'estero. I tessuti sono venduti da Huddersfield Fine Worsteds. Nel 2018 è stato anche annunciato il trasferimento del lanificio Barbera da Pianezze a Pettinengo, nel grande stabilimento dismesso dalla storica azienda tessile Bellia. Il trasferimento è stato poi effettuato l'anno successivo.
Carlo Barbera morì all'età di 101 anni e 6 mesi, il 13 gennaio del 2013.

## Riconoscimenti
Nel 2022 fu istituito il "Premio Carlo Barbera" destinato al miglior partecipante al “Biella Master delle Fibre Nobili – Aziende come botteghe d’arte”, creato una ventina d'anni prima.
Nel 2024 gli fu intitolata la piazzetta di fronte alla biblioteca Frassati nel centro della città di Biella.

## Vita privata
Sposò Alice Bagna il 17 giugno 1937 ed ebbe 4 figli, Luciano nel 1938, che nel 1970 fonda l'omonima linea di abbigliamento, Giorgio nel 1940, Ester  nel 1943 e Maria nel 1945.